# Triclistus dauricus
Triclistus dauricus là một loài tò vò trong họ Ichneumonidae.